# Liga Dominicana de Fútbol 2025-26
La Liga Dominicana de Fútbol 2025-26 es la edición número XI de la LDF. Para este nuevo torneo se tendrá por primera vez en su historia un calendario adecuado a las ligas internacionales, ya que comenzará en agosto del 2025 y culminará a finales de mayo del 2026.

## Sistema de competición
El torneo de la Liga Dominicana de Fútbol, estará conformado en tres partes:
- Temporada Regular: El formato de competencia tendrá una fase regular a dos vueltas, lo que garantiza un mínimo de 18 partidos a todos los clubes. Dicha fase se jugará de agosto a diciembre del 2025. Luego los seis mejores clasificados de la fase regular pasan a la Liguilla.

El orden de clasificación de los equipos, se determinará en una tabla de cómputo general, de la siguiente manera:
- 1) Mayor cantidad de puntos;
- 2) Mayor diferencia de goles a favor; en caso de igualdad;
- 3) Mayor cantidad de goles convertidos; en caso de igualdad;
- 4) Mayor cantidad de goles de visita marcados; en caso de igualdad;
- 5) Menor cantidad de tarjetas rojas recibidas; en caso de igualdad;
- 6) Menor cantidad de tarjetas amarillas recibidas; en caso de igualdad;
- 7) Sorteo.

- Liguilla: Los 6 equipos clasificados de la Temporada Regular jugarán un sistema de todos contra todos. Cada equipo disputará un total de quince jornadas, es decir que se enfrentarán tres veces contra cada rival. Los 4 mejores equipos al final de la Liguilla avanzarán a los Play-offs. El orden de clasificación será igual al de la Temporada Regular.

- Play-offs: Se jugará un sistema de eliminación, el primer lugar de la Liguilla enfrentará al cuarto lugar y el segundo enfrentará al tercero. Ambas llaves se jugarán a doble partido y los vencedores avanzarán a la Gran Final que también se disputará a doble partido.

### Clasificación para competiciones internacionales
El club Campeón de la temporada 2025-2026 clasificará a la Copa Caribeña 2026 junto al ganador de
la Copa LDF 2025 (Cibao FC).
Además, el ganador de la ronda regular o fase de liga de 10 equipos clasificará a la Caribbean Shield
2026. Si el ganador de la fase regular es el mismo que la final LDF 2025-2026, clasifica a la Caribbean Shield 2026 el club con mayor cantidad de puntos acumulados en la LDF 2025-2026 (Fase regular,
Liguilla, Fase final).
Si el ganador de la temporada 2025-2026 es el mismo que la Copa LDF 2025, la plaza para la Caribbean Cup 2026 será para el subcampeón de la liga completa, es decir el finalista de la LDF 2025-2026.

## Equipos participantes
Un total de 10 equipos disputarán el Torneo 2025-26.

### Equipos por provincia
| Provincia         | N.º | Equipos                                              |
| ----------------- | --- | ---------------------------------------------------- |
| Distrito Nacional | 2   | Club Atlético Pantoja, O&M FC y Delfines del Este FC |
| La Vega           | 2   | Atlético Vega Real y Jarabacoa FC                    |
| Santo Domingo     | 1   | Delfines del Este FC                                 |
| Espaillat         | 1   | Moca FC                                              |
| Puerto Plata      | 1   | Atlántico FC                                         |
| San Cristóbal     | 1   | Atlético San Cristóbal                               |
| Santiago          | 1   | Cibao FC                                             |
| Hermanas Mirabal  | 1   | Salcedo FC                                           |

### Información de los equipos
| Equipo                 | Entrenador                 | Ciudad                                   | Estadio                 | Capacidad | Fundación | Patrocinadores (En uniforme)       | Proveedor Uniforme                 |
| ---------------------- | -------------------------- | ---------------------------------------- | ----------------------- | --------- | --------- | ---------------------------------- | ---------------------------------- |
| Atlántico FC           | Miguelangel Ignacio Acosta | San Felipe de Puerto Plata, Puerto Plata | Leonel Plácido          | 2,000     | 2014      | Farmacia Popular Mundo Oceánico    | Batú Wear                          |
| Atlético Pantoja       | Alejandro Trionfini        | Santo Domingo, Distrito Nacional         | Olímpico Félix Sánchez  | 27,000    | 1999      | Banco BHD León Rowe                | Walon Sport                        |
| Atlético San Cristóbal | Johannes Hernández         | San Cristóbal, San Cristóbal             | Panamericano            | 2,800     | 2014      | Loncin Holdings                    | Batú Wear                          |
| Atlético Vega Real     | Raúl González              | Concepción de La Vega, La Vega           | Olímpico de La Vega     | 7,000     | 2014      | Angloamericana de Seguros Alaver   | LAF Sport                          |
| Cibao FC               | Gabriel Martínez Poch      | Santiago de los Caballeros, Santiago     | Cibao FC                | 10,000    | 2014      | Banreservas                        | Puma                               |
| Delfines del Este FC   | Edward Acevedo             | Santo Domingo Este, La Romana            | Estadio Parque del Este | 1,200     | 2014      | Banco Popular                      | Bee Sport                          |
| Moca FC                | Jean Carlos Güell          | Moca, Espaillat                          | Estadio Moca 85         | 4,000     | 1971      | Pera Animals Feed                  | Batú Wear                          |
| O&M FC                 | José Aparicio              | Santo Domingo, Distrito Nacional         | Olímpico Félix Sánchez  | 27,000    | 1974      | Universidad Dominicana O&M         | HEB                                |
| Salcedo FC             | Bandera de ?               | Salcedo, Hermanas Mirabal                | Domingo Polonia         | 2,000     | 1992      | JUMBO                              | Bandera de la República Dominicana |
| Jarabacoa FC           | Bandera de ?               | Jarabacoa, La Vega                       | Junior Mejía            | 1,800     | 1986      | Bandera de la República Dominicana | Bandera de la República Dominicana |

## Fase de clasificación
| Pos. | Equipo                 | Pts. | PJ | G | E | P | GF | GC | Dif. | Clasificación 2025-26 |
| ---- | ---------------------- | ---- | -- | - | - | - | -- | -- | ---- | --------------------- |
| 1    | Salcedo FC             | 7    | 3  | 2 | 1 | 0 | 13 | 6  | +7   | Liguilla              |
| 2    | O&M FC                 | 7    | 3  | 2 | 1 | 0 | 9  | 6  | +3   | Liguilla              |
| 3    | Cibao FC               | 6    | 3  | 2 | 0 | 1 | 6  | 2  | +4   | Liguilla              |
| 4    | Moca FC                | 6    | 3  | 2 | 0 | 1 | 3  | 2  | +1   | Liguilla              |
| 5    | Atlético Pantoja       | 6    | 3  | 2 | 0 | 1 | 3  | 3  | 0    | Liguilla              |
| 6    | Jarabacoa FC           | 4    | 3  | 1 | 1 | 1 | 3  | 3  | 0    | Liguilla              |
| 7    | Atlético Vega Real     | 3    | 3  | 1 | 0 | 2 | 4  | 4  | 0    |                       |
| 8    | Delfines del Este FC   | 2    | 3  | 0 | 2 | 1 | 2  | 4  | −2   |                       |
| 9    | Atlántico FC           | 1    | 3  | 0 | 1 | 2 | 2  | 4  | −2   |                       |
| 10   | Atlético San Cristóbal | 0    | 3  | 0 | 0 | 3 | 1  | 12 | −11  | Último lugar          |

Actualizado a los partidos jugados el 17 de agosto de 2025.
 Fuente: LDF
Notas:
1. ↑  Campeón de Copa Dominicana 2025.

### Evolución de la clasificación
| Equipo / Fecha         | 1  | 2  | 3  | 4 | 5 | 6 | 7 | 8 | 9 | 10 | 11 | 12 | 13 | 14 | 15 | 16 | 17 | 18 |
| ---------------------- | -- | -- | -- | - | - | - | - | - | - | -- | -- | -- | -- | -- | -- | -- | -- | -- |
| Salcedo FC             | 1  | 1  | 1  |   |   |   |   |   |   |    |    |    |    |    |    |    |    |    |
| O&M FC                 | 3  | 2  | 2  |   |   |   |   |   |   |    |    |    |    |    |    |    |    |    |
| Cibao FC               | 8  | 4  | 3  |   |   |   |   |   |   |    |    |    |    |    |    |    |    |    |
| Moca FC                | 4  | 6  | 4  |   |   |   |   |   |   |    |    |    |    |    |    |    |    |    |
| Atlético Pantoja       | 9  | 7  | 5  |   |   |   |   |   |   |    |    |    |    |    |    |    |    |    |
| Jarabacoa FC           | 7  | 5  | 6  |   |   |   |   |   |   |    |    |    |    |    |    |    |    |    |
| Atlético Vega Real     | 2  | 3  | 7  |   |   |   |   |   |   |    |    |    |    |    |    |    |    |    |
| Delfines del Este FC   | 5  | 9  | 8  |   |   |   |   |   |   |    |    |    |    |    |    |    |    |    |
| Atlántico FC           | 6  | 8  | 9  |   |   |   |   |   |   |    |    |    |    |    |    |    |    |    |
| Atlético San Cristóbal | 10 | 10 | 10 |   |   |   |   |   |   |    |    |    |    |    |    |    |    |    |

|  |

(*) Indica la posición del equipo con un partido pendiente.

### Resultados
Fuente: LDF
| Cibao FC               | 0 - 1 | Moca FC          | Estadio de la PUCMM                   | 8 de agosto  | 16:00 |
| O&M FC                 | 2 - 1 | Jarabacoa FC     | Estadio Olímpico Félix Sánchez        | 9 de agosto  | 14:00 |
| Atlántico FC           | 1 - 1 | Delfines FC      | Leonel Plácido                        | 9 de agosto  | 14:00 |
| Atlético San Cristóbal | 0 - 6 | Salcedo FC       | Estadio Panamericano de San Cristóbal | 10 de agosto | 14:00 |
| Atlético Vega Real     | 3 - 0 | Atlético Pantoja | Estadio El Cóndor de La Vega          | 10 de agosto | 16:00 |

| Delfines FC      | 0 - 2 | O&M FC                 | Estadio Parque del Este               | 12 de agosto | 16:00 |
| Moca FC          | 0 - 1 | Jarabacoa FC           | Estadio Moca 85                       | 12 de agosto | 18:00 |
| Salcedo FC       | 2 - 1 | Atlántico FC           | Domingo Polonia                       | 13 de agosto | 16:00 |
| Atlético Pantoja | 2 - 0 | Atlético San Cristóbal | Estadio Panamericano de Santo Domingo | 13 de agosto | 16:00 |
| Cibao FC         | 2 - 0 | Atlético Vega Real     | Estadio Cibao FC                      | 13 de agosto | 19:00 |

| Atlético San Cristóbal | 1 - 4 | Cibao FC         | Estadio Panamericano de San Cristóbal | 16 de agosto | 16:00 |
| O&M FC                 | 5 - 5 | Salcedo FC       | Estadio Parque del Este               | 16 de agosto | 16:00 |
| Atlético Vega Real     | 1 - 2 | Moca FC          | Estadio El Cóndor de La Vega          | 16 de agosto | 18:00 |
| Atlántico FC           | 0 - 1 | Atlético Pantoja | Leonel Plácido                        | 17 de agosto | 16:00 |
| Jarabacoa FC           | 1 - 1 | Delfines FC      | Estadio Junior Mejía                  | 17 de agosto | 16:00 |